# István Jósika
Baron István Jósika de Branyicska sau Ștefan Jósika (?   - 11 septembrie 1598) a fost un nobil maghiar în Principatul Transilvaniei, care a ocupat funcția de cancelar al Transilvaniei din toamna anului 1594 până în august 1598. El a fost strămoșul și primul membru proeminent al familiei Baron Jósika de Branyicska.

## Biografie
Originea lui română este menționată de Giovanni de Marini Poli (reprezentantul împăratului Rudolf), în 1595 („di natione Vallacha”), de Cosimo Capponi în 1596 („è pure un povero Valacho”), de către István Szamoskozy și de călugărul franciscan Giuseppe Pisculo. Tatăl său a fost Dániel Jósika de Karánsebes, care a funcționat ca vice-ispán al comitatului Caraș-Severin.
István a avut cinci frați. S-a căsătorit cu Borbála Füzy (văduva lui Pál Gyulai) în 1593, au avut un fiu, Zsigmond. A învățat limbile: română, maghiară, italiană și latină.

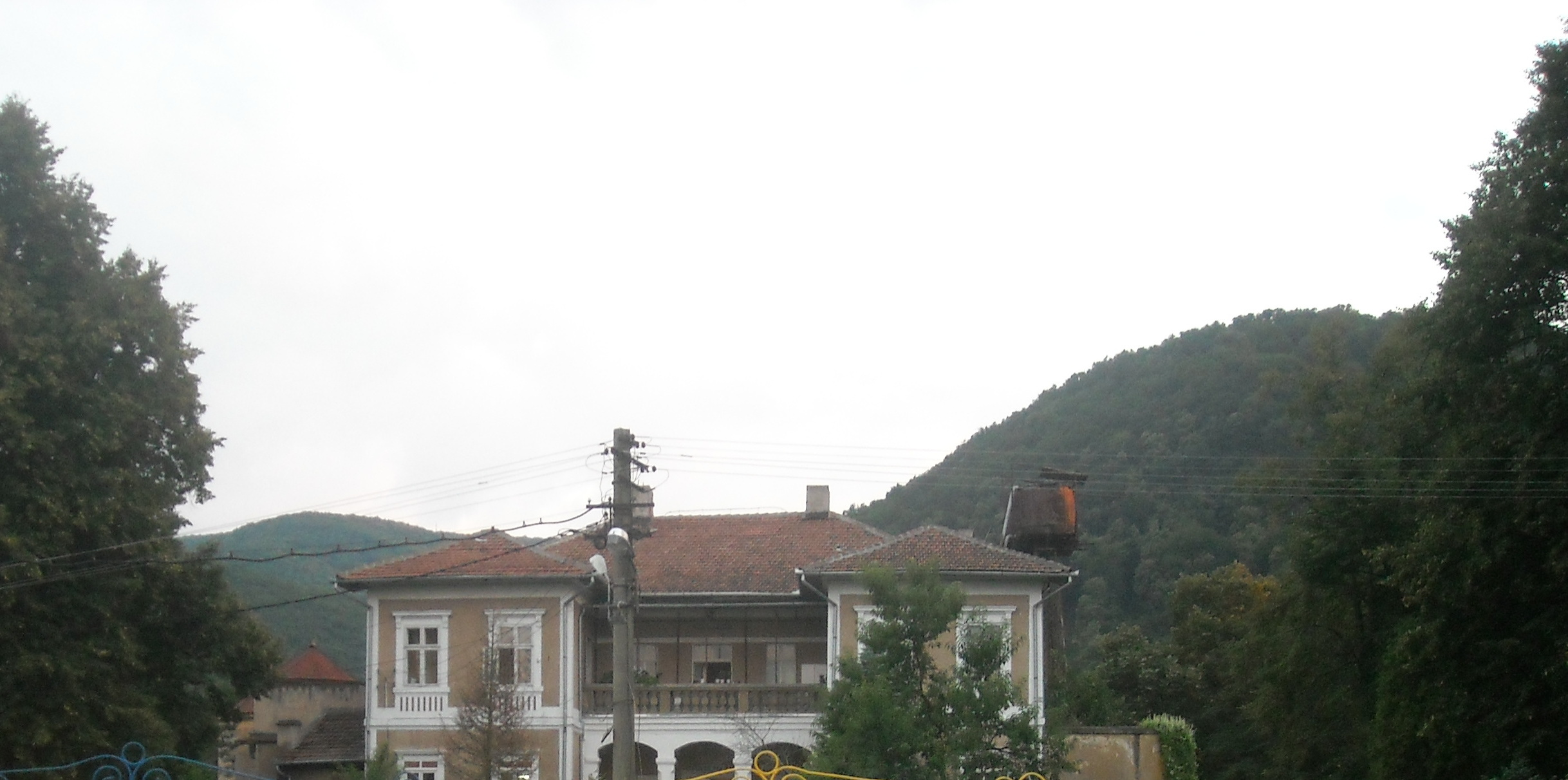
Castelul Jósika din Brănișca (Branyicska)

Jósika a crescut printre aristocrații transilvăneni, soția lui fiind înrudită cu familia Báthory. István a fost fondatorul proprietății familiei sale. În 1585 a devenit secretar al Cancelariei. După moartea lui Farkas Kovacsóczy, a fost numit cancelar al Transilvaniei (suppremus cancelarius) de către prințul Sigismund Báthory. Monarhul i-a donat lui Jósika proprietățile confiscate ale lui László Szalánczi, cum ar fi Zsidóvár (astăzi: Jidoara, România) și Branyicska (astăzi: Brănișca, România). Și-a luat titlul de nobilitate din numele ultimului sat. A fost, de asemenea, promovat la rangul de baron, după care familia sa a aparținut nobilimii maghiare. Potrivit istoricului István Szamosközy, Jósika a fost responsabil pentru executarea predecesorului său, deoarece dorea biroul lui Kovacsóczy.
A fost numit căpitan general în septembrie 1597. A asediat Temesvár (astăzi: Timișoara, România) în 17 octombrie 1597, dar a fost obligat să se retragă zece zile mai târziu. Jósika a fost un om de încredere al lui Báthory, prințul trimițându-l adesea în Italia și Praga ca sol. De asemenea, a negociat cu împăratul Rudolf.
Când Sfântul Împărat Roman a devenit Prințul Transilvaniei după o serie de conflicte și abdicarea lui Báthory, a numit-o pe Arhiducesa Maria Cristina (soția lui Sigismund Báthory) ca regentă. Jósika deținea și funcția de cancelar. Totuși, a devenit adept al politicii pro-otomane din Transilvania. Activitatea lui a fost descoperită, fiind, astfel, arestat și întemnițat la 4 aprilie 1598. Sigismund Báthory s-a întors în Transilvania și a mers în Kolozsvár (astăzi: Cluj-Napoca, România) să-și reia tronul. Prințul l-a acuzat că dorește să obțină puterea, ca urmare a fost decapitat fără judecată înaintea porții Castelului Szatmár (astăzi: Satu Mare, România).

## Moștenire
Văduva sa s-a căsătorit cu Zsigmond Sármasági. Posesiunile lui Jósika au fost confiscate, dar mai târziu fiul său, Zsigmond, le-a reobținut. Viața lui a inspirat romanul descendentului său, Miklós Jósika (Jósika István IV, Pest, 1847).